# Energiafejlesztés

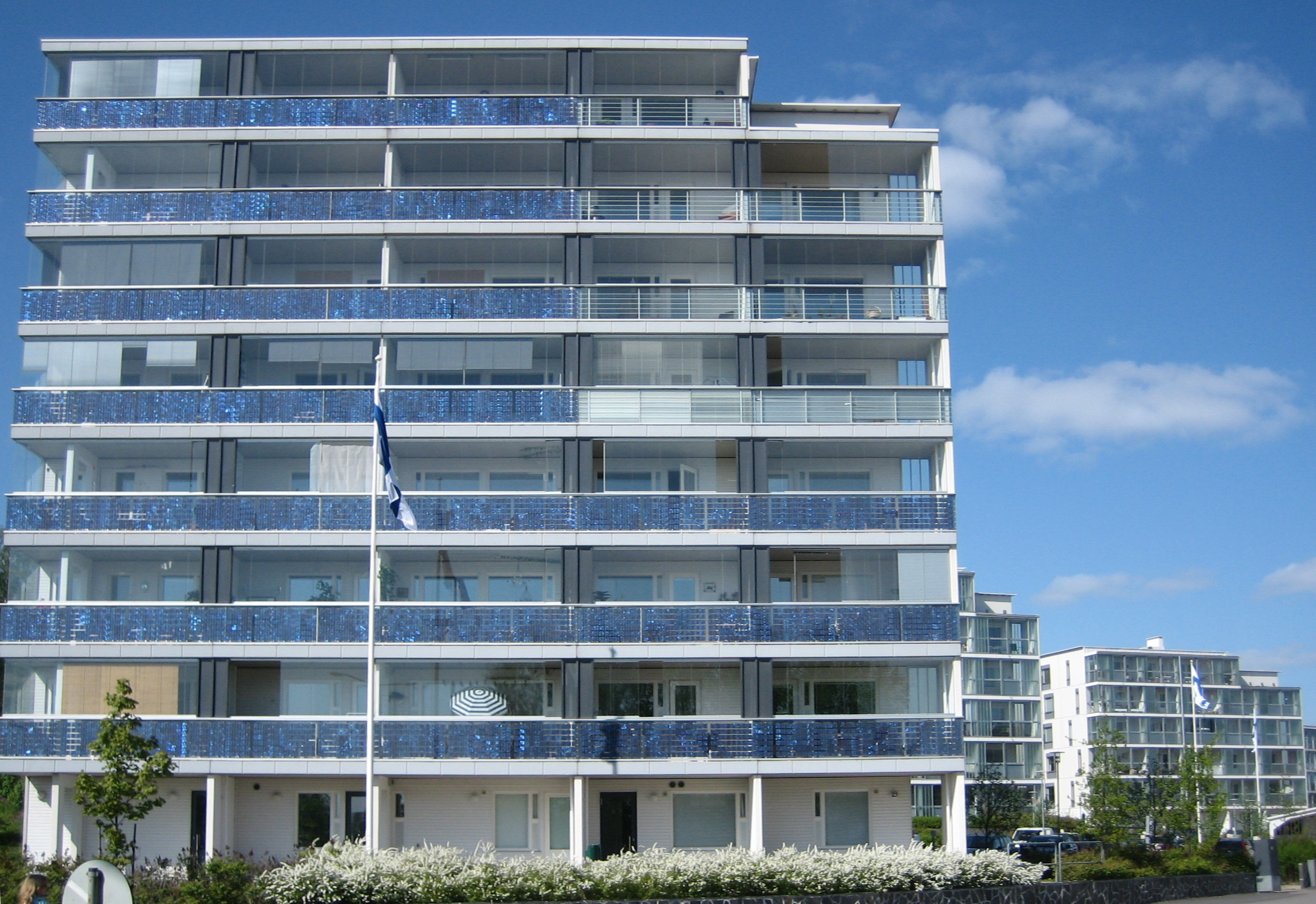
Napelemek egy lakóházba építve (Finnország, Helsinki, Viikki)

Az emberiségnek szüksége van energiára a létfenntartáshoz, aminek biztosítása az energiafejlesztés feladata. Az energiafejlesztés nemcsak a minél több energia megtermelését, hanem a felhasználás észszerűsítését, a takarékoskodást is jelenti, az élhető környezet megőrzése érdekében.

## A külső energiaforrásoktól való függés
Minden biológiai életnek szüksége van a fenntartásához külső energiára. A legtöbb növény képes fotoszintézisre, néhány baktérium képes természetes kémiai energiát használni. A többi szervezet pedig többnyire a tápláléklánc által szolgáltatott energián él.
Az ember biológiai szükségletein túl, az energia lényeges komponense a technológiailag fejlett társadalmak áruinak és szolgáltatásainak. Ez az energia általában lehetővé teszi, hogy különböző éghajlati körülmények között éljünk nagy létszámban, és gyakran komfortos körülmények között. A külső energiától való függés mértéke társadalmanként más, ahogy az éghajlat, a komfort és a kibocsátás is.
A növekvő komfort növekvő külső energiát igényelhet, azonban az energiahatékonyság növelésével ez a folyamat lassítható. Az energiafejlesztés koncepciója ezért magában foglalja a növekvő hatékonyságú és felelősségteljes energiagyűjtő és felhasználó sémák útján növekvő emberi komfortot és szabadságot.

## Az energiafejlesztés határai
Bármely energiaforrás emberi felhasználása a mennyiségi növekedés határaiba ütközik. A 21. század elején ennek nézőpontja globális dimenziókat nyert. Az elsődleges fosszilis energiaforrások, mint a kőolaj és földgáz, a kimerülés felé tartanak, ami bekövetkezhet egy generáción belül (ld. Hubbert-csúcs hipotézis). Az energiafejlesztéshez szorosan kötődnek az energiafelhasználás környezeti hatásaival, mint például az éghajlatváltozással kapcsolatos aggodalmak. Az energiafelhasználás területei részei a sokat vitatott fenntartható fejlődés problematikájának. Technikailag az energiafejlesztés bizonyos energiamennyiség bevitelével, a vonatkozó hatásfokkal, ill. körfolyamat esetén a kapott teljesítménnyel jellemezhető.  Az átalakítás veszteségekkel jár, melyek általában hulladékhőben jelentkeznek. Az energia hasznos része a kívánt cél, munka elérése után nagyrészt hővé alakul, ami szintén a környezetnek adódik át.

## Energiaforrások
Az energiaforrások olyan anyagok vagy folyamatok, amelyek elég nagy koncentrációjú energiával rendelkeznek ahhoz, hogy könnyű legyen őket magasabb energiájú állapotból alacsonyabb energiájú állapotba vinni, emberi ellenőrzés mellett, és hogy így a különbség felhasználható legyen emberi célokra. Az árapály-energia – ami a Naprendszer mechanikájából ered –, a nukleáris fűtőanyag és a szintén belőle eredő geotermikus energia – amelyek pedig régi, szupernóvaként felrobbant csillagok belsejében magfúzióval keletkezett nehéz atommagok bomlásából származnak – kivételével minden földi energia forrása a Nap, amiben szintén nukleáris folyamatok játszódnak le az energiatermelés során.

### Fosszilis tüzelőanyagok

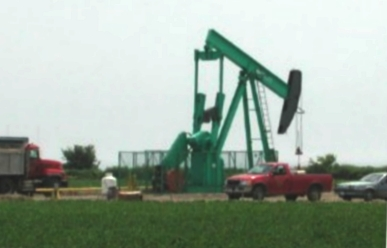
Olajkút: Sarnia, Ontario, Kanada

A fosszilis tüzelőanyagok alatt a bányászott szenet és szénhidrogéneket – kőolajat vagy földgázt – értjük, amelyek lebomlott növények és állatok maradványai. Ezek elégetése gőzt fejleszt, ami egy turbinát hajt meg, ami egy hozzákapcsolt generátor útján elektromosságot fejleszt.

#### Érvek mellette
- Viszonylag kis mennyiségű tüzelőanyag nagy mennyiségű elektromosságot tud fejleszteni. A gáztüzelésű erőművek hatékonyak, a széntüzelésűek hatékonysága sokat fejlődött az utóbbi időkben.
- A fosszilis tüzelőanyagok könnyen elérhetőek és jelenleg nagy mennyiségben állnak rendelkezésre. Ha több energiára van szükség, akkor egyszerűen több tüzelőanyagot kell felhasználni. A fosszilis tüzelőkhöz kitermeléssel könnyű hozzájutni. Szállításuk problémamentes, különösen ha az erőmű közel van a forráshoz.
- A fosszilis tüzelőanyagok más energiaforrásokkal összehasonlítva olcsók. Mivel nagy készletek vannak belőlük világszerte, a fajlagos költségük viszonylagosan alacsony. A technológia kiaknázásukra létezik, ezért nem kell pénzt költeni más technológiák kidolgozására.

#### Érvek ellene
- Nem megújuló források, amelyek végül elfogynak majd. Történetesen a fosszilis energiaforrások folyamatosan képződnek, de mi ennél kb. 100 ezerszer gyorsabban használjuk őket.
- Kitermelésük bonyolultabb lesz, ha a legelérhetőbb lelőhelyeket kimerítettük. A kitermelés drágább és veszélyesebb lesz, ahogy a bányászat egyre mélyebbre hatol és az olajfúrótornyok egyre kijjebb mennek a tengerre.
- Elégetésük szennyezőanyagokat juttat az atmoszférába.
  - Egyes ilyen anyagok, mint a szén-dioxid hőfogó gázok, amelyek a sugárzási kényszerrel erősítik az üvegházhatást, ami globális felmelegedéshez, erősebb viharokhoz, és a szélsőséges időjárás miatt növekvő költségekhez vezet.
  - Más szennyezők, mint a kén-dioxid, jelen vannak a savas esőkben, az olajfúrás és olaj szállítása pedig olajszennyezéssel átitatott területeket hagy maga után.
- Az erőművek közelében élőkre egészségügyi kockázatot jelentenek a füstgázok, és a por
- A legtöbb fejlett ország készletei kimerültek, ami könnyen vezethet függőséghez vagy diktatórikus rendszerek támogatásához/tűréséhez
- Korlátozott mennyisége miatt háborúk kiváltó oka is lehet

### Szélenergia

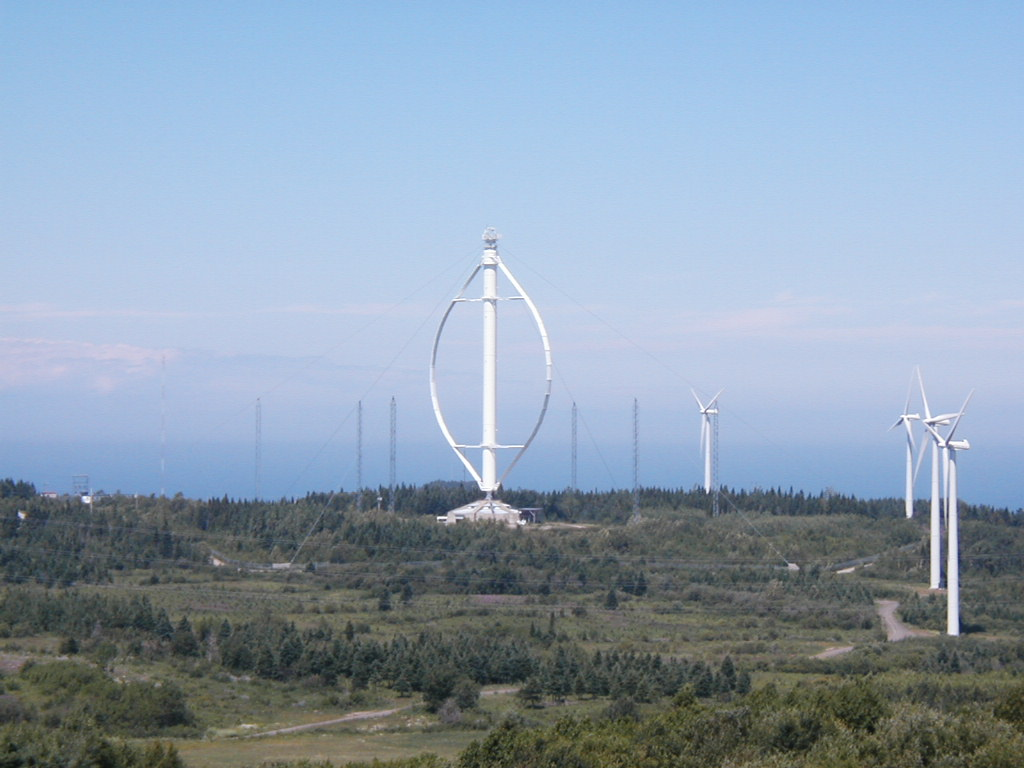
Darrieus-szélgenerátor, Gaspésie, Québec, Kanada

Ez az energiafajta a szél energiáját fogja be a szélturbinák lapátjaival. A turbinák hajtják a generátorokat, amik áramot fejlesztenek. A széltornyokat általában csoportosan, szélfarmokon telepítik.

#### Érvek mellette
- A szélerőmű nem okoz víz- vagy légszennyezést, mivel benne nem mennek végbe kémiai folyamatok, nincsenek melléktermékek, mint a szén-dioxid.
- Megújuló energiaforrás, azaz sohasem fog elfogyni.
- A széltornyok előnyösek a félreeső területeken élőknek, ahová bonyolult elvezetni az elektromos távvezetéket egy erőműtől. Egy széltornyot könnyű bárhol felállítani.
- A szélturbina alatt továbbra is lehet földet művelni vagy legeltetni.
- A jövő generációira nem hagyunk környezeti költséget.

#### Érvek ellene
- A szélenergia rapszodikus, nem jósolható meg, mikor fúj a szél. Mivel állandó szélerősségre lenne szükség az állandó teljesítményhez, a csökkenő szélerősség csökkenő energiatermeléshez vezet, így a szolgáltatott energia mennyisége nem tervezhető.
- Egy szélturbina teljesítménye általában kisebb 10 megawattnál, ami sokkal kisebb, mint a legtöbb erőműé. Kereskedelmi mennyiségű áramfejlesztéshez egy szélfarmnak nevezett mező kell.
- A szélfarmok lerombolhatják a táj természeti szépségét, jelentősen átalakítják a tájképet.
- Mivel a szolgáltatott energia mennyisége nem tervezhető, a szélerőművek mellett azonos teljesítményű forgó tartalékot kell készenlétben tartani.
- A szélfarmok akadályozzák az éjszakai lehűlést, ezért helyi felmelegedést okoznak, elősegítve a bolygó további melegedését.[1]

### Biomassza

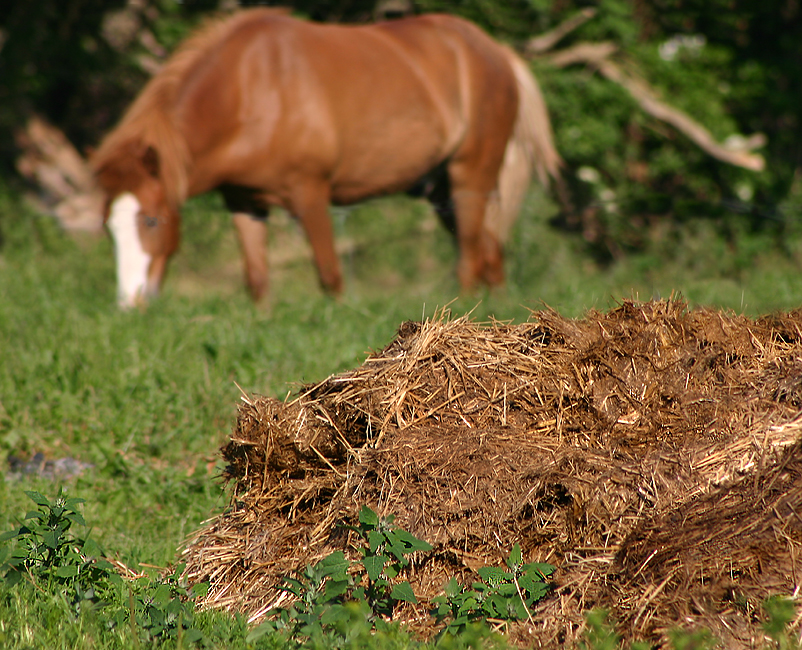
Biogáz fejlesztésére alkalmas trágya (Dánia)

A biomassza alkalmazása a biológiai eredetű hulladék vagy megújuló energiaforrások – például növényzet, mint kukorica, energiafű, fa vagy állati trágya – felhasználását jelenti – biogáz, bioetanol vagy közvetlen hő- vagy elektromos energia termelése céljából. A szemét és a trágya metán fejlesztésére használható, amit csővezetéken lehet az erőművekbe ill. háztartásokba szállítani. Gabonából bioetanolt lehet erjeszteni, repcéből, napraforgóból olajat lehet sajtolni járművek hajtására.

#### Érvek mellette
- A szerves hulladékot jól fel lehet így használni. Ez az újrahasznosítás erősíti a filozófiát, miszerint semmit sem szabad a Földön elpazarolni. Az eredmény kevesebb igény a Föld erőforrásaira, és a Föld kapacitásának megnövelése, mivel a nem megújuló forrásokra kisebb az igény.
- A biomassza bőséges és általánosan megújul. Elméletileg soha nem fogy el, mint üzemanyag, mivel állandóan újratermeljük. A Földön bárhol fellelhető, ezért enyhítheti az energianyomást a harmadik világon és az egyéb energiában szegény országokon.
- Ha nem elégetjük, hanem más módszerrel aknázzuk ki – mint erjesztés és pirolízis – a környezeti hatás kicsi lesz. Az így termelt alkohol tisztán ég és kevésbé terheli a környezetet, mint a fosszilis energiaforrások.
- Az eladási gondokkal küszködő mezőgazdaságnak új piacot jelent.
- A közvetlen égetés kisebb környezeti terhelést jelent, mint a fosszilis energiaforrásoké, a szén-dioxid pedig nem járul hozzá az üvegházhatáshoz, mivel olyan ciklus részeként termelődik, ami fel is használja ezt a szén-dioxidot a vegetáció éves megújulásakor.

#### Érvek ellene
- A bizonytalan eredetű szemét égetése légszennyezést okozhat. A metán elégetve színtelen, szagtalan, és nem szennyezi a környezetet, mivel a Co^2 megkötik a növények, ha ugyanannyi fát égetünk el, mint amennyit ültetünk, akkor a fa megköti az elégetett fa által keletkezett szén-dioxidot. energiatermelés.
- Jelenleg ez az energiatermelési forma meglehetősen drága, a növények termelése, az alkohol erjesztése és lepárlása többe kerül, mint a kőolaj bányászata, szállítása és lepárlása.
- Kis mennyiségű termelése nem gazdaságos, mivel a növények termelése több energiát igényel, mint amennyi elektromos energiát nyerünk belőle. Az ideális a nagy léptékű termelés. Viszont metánt kiválóan lehet előállítani a háztartási hulladékból, amit főzésre lehet használni.(és így már megéri)
- Mivel a fa is a biomasszák közé tartozik, és mivel a fák általában 20-40 éves megújulási ciklusúak, a fa alapú biomassza tüzelés kellő kontroll hiányában az adott területen az erdősültség átmeneti, vagy huzamos csökkenését okozhatja, ennek összes hátrányával együtt…
- Az energiatermelést célzó mezőgazdaság élelmiszerhiányt okozhat. Ha nem tartjuk be a 20%-os korlátozást...

### Hidrogén tüzelőanyag

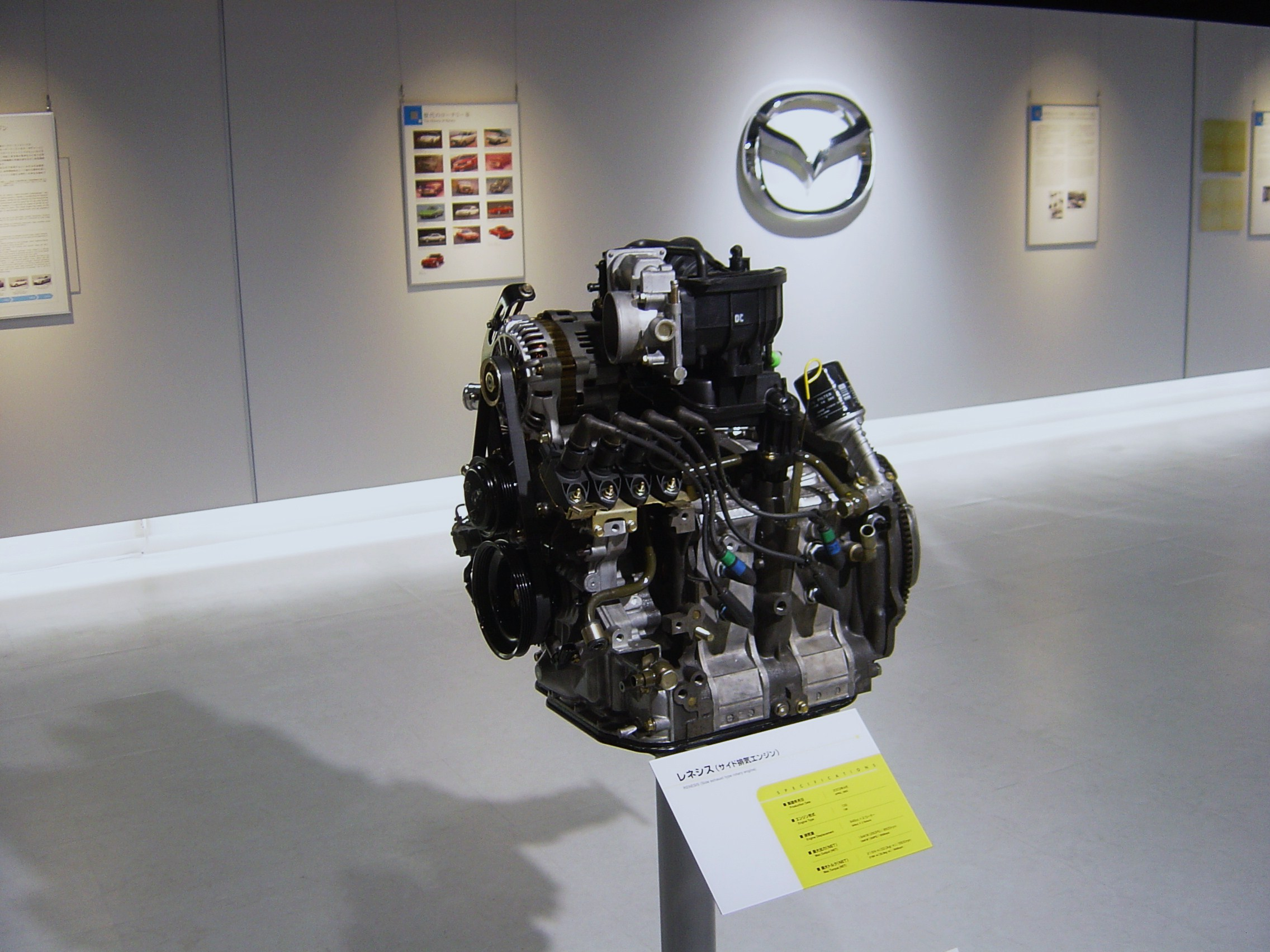
Mazda RENESIS Wankel-motor kettős, hidrogén-benzin hajtással

Más energiaforrásoktól eltérően a hidrogén a Földön nem gyűjthető, vagy fogható be. A hidrogént gyártani kell, nettó energiaveszteséggel. Mint olyan, kémiai energiatárolót képvisel, és nem elsődleges energiaforrást. Energiaforrásként használni vagy
- a) üzemanyagcellára van szükség a hidrogén és az oxigén vízzé alakítására, közvetlenül elektromosságot termelve vagy
- b) a hidrogén elégethető (kevésbé hatékonyan, mint az üzemanyagcellában) egy belső égésű motorban (például Mazda RX-8-ban található Wankel-motor).

#### Érvek mellette
- A hidrogén színtelen, szagtalan, nem szennyező anyag. Egyetlen égésterméke a tiszta víz. Ez kiküszöböli a szmogot képző kipufogógázok keletkezését, valamint a szén-dioxid-kibocsátást, ami hozzájárulhatna a globális felmelegedéshez.
- A hidrogén a legkönnyebb kémiai elem és az üzemanyagok közül a legjobb az energia-tömeg aránya. Emiatt gazdaságilag versenyképes a benzinnel és a gázolajjal.
- A hidrogén bárhol előállítható, még házilag is a legbőségesebb földi kémiai anyagból, a vízből. Következésképpen az emberek nem szorulnak az OPEC-országok fosszilis üzemanyagaira.
- Az elektrolízis az üzemanyagcellában történő áram-újratermeléssel  több, mint 50% hatékonyságú, ez hatékonyabb, mint a pumpált víz- vagy más mechanikai alapú tárolás.
- Kettős falú tankban az állandó tárolás hosszú ideig megbízható, a belülről kiszivárgó gáz visszapumpálható.

#### Érvek ellene
- Bizonyos mennyiségű vulkáni kibocsátáson kívül a hidrogén tiszta formában nem létezik a természetben. Könnyűsége miatt a Föld gravitációja nem elegendő ahhoz, hogy az atmoszférában visszatartsa a jelenlegi hőmérsékletek mellett, mivel a szökési sebességnél nagyobb sebességre tehet szert (a hélium ugyancsak elszökik). Vannak aggodalmak, miszerint egy hidrogénalapú gazdaság negatív hatással lenne a Föld hidrogénháztartására, mivel folyamatosan hidrogén jutna az atmoszférába, onnan pedig a világűrbe.
- Jelenleg nagyon bonyolult jelentős energiabefektetés nélkül hidrogént nyerni. A víz felbontása hidrogénre és oxigénre elektrolízissel sok energiát használ. A számítások szerint 1,4 J elektromos energia kell 1 J-nak megfelelő energiát tartalmazó hidrogén előállításához. Fosszilis tüzelőanyagokat használva energiaforrásként a vízbontáshoz, a keletkező légszennyezés teljesen lerontja az üzemanyagcella pozitív hatását. Sokkal hatékonyabb a fosszilis tüzelőanyagok közvetlen használata.
- Jelenleg hiányzik az infrastruktúra és a szükséges villamos hálózat az üzemanyagcellás járművek széles körű ellátásához. Óriási befektetést igényelne a hidrogénüzemek megépítése, és minden jármű motorjának és üzemanyagtankjának lecserélése.
- A hidrogént nehéz kezelni, raktározni és szállítani. Nehéz, ormótlan tartályokat igényel a gázként, és összetett szigetelő edényeket mélyhűtött folyadékként való tárolása. Ha mérsékelt hőmérsékleten és nyomáson van rá szükség, akkor a tároláshoz metálhidrid abszorberre lehet szükség. A szállítás szintén bonyolult, mert minden tartályból könnyedén szivárog. Mindezek miatt a hidrogénhajtás nagyon drága.
- A jelenlegi üzemanyagcellák drágák, mivel platina katalizátor van bennük.

### Árapály-energia

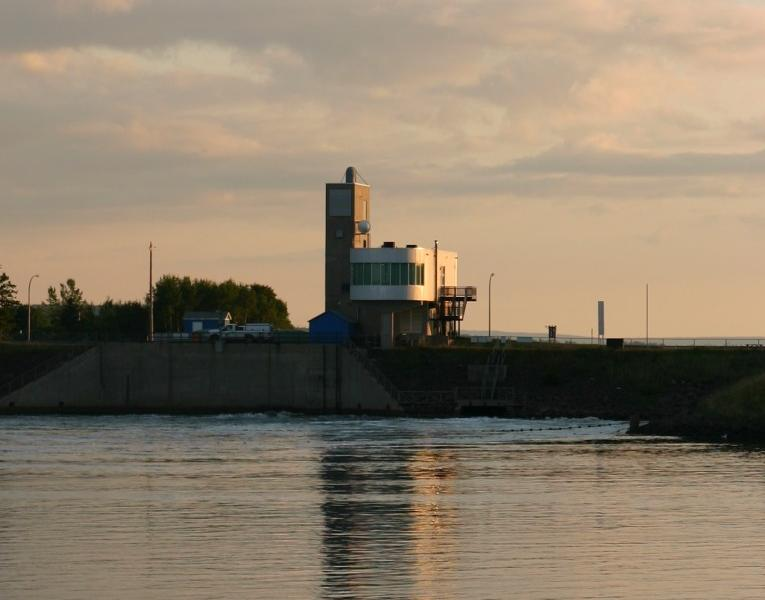
Árapályerőmű, Annapolis Royal, Nova Scotia, Kanada

Az árapály-energia kiaknázásához egy árapálymedence nyílásához (tölcsértorkolathoz) gátat kell építeni. A gát (vagy vízlépcső) turbinák és generátorok segítségével áramot fejleszt.

#### Érvek mellette
- Az árapályenergia szinte ingyen van, amint a gát megépült. Nincs szükség üzemanyagra, a fenntartási költségek pedig relatíve alacsonyak.
- Az árapály rendkívül megbízható jelenség, azt is könnyű megmondani, mikor lesz magas és mikor alacsony az árapály. Naponta kétszer van apály ill. dagály is, ami az árapályenergiát könnyen kezelhetővé teszi.
- Megújuló energiaforrás, mivel a Nap és a Hold gravitációs vonzását használja ki.

#### Érvek ellene
- Jelenleg nem gazdaságos, mert a kezdeti költség, a gát megépítése nagyon sokba kerül. A hatékonyság korlátozott, mivel naponta csak kb. 10 órán át képes energiát szolgáltatni, amikor az árapályhullám kifelé vagy befelé mozog a medencébe, és az energiatermelés nem a fogyasztáshoz igazodik.
- A gát elzárja a halak mozgásának és a közlekedés útját, amit költséges rendszerekkel kell újra lehetővé tenni.
- A gát lerombolhatja a körülvevő vízi ökorendszert. A környezeti hatás igen nagy lehet mindkét folyásirányban, mivel megváltoztatja a környező területek elöntését, megváltoztatva sok élőhelyet.

### Napenergia

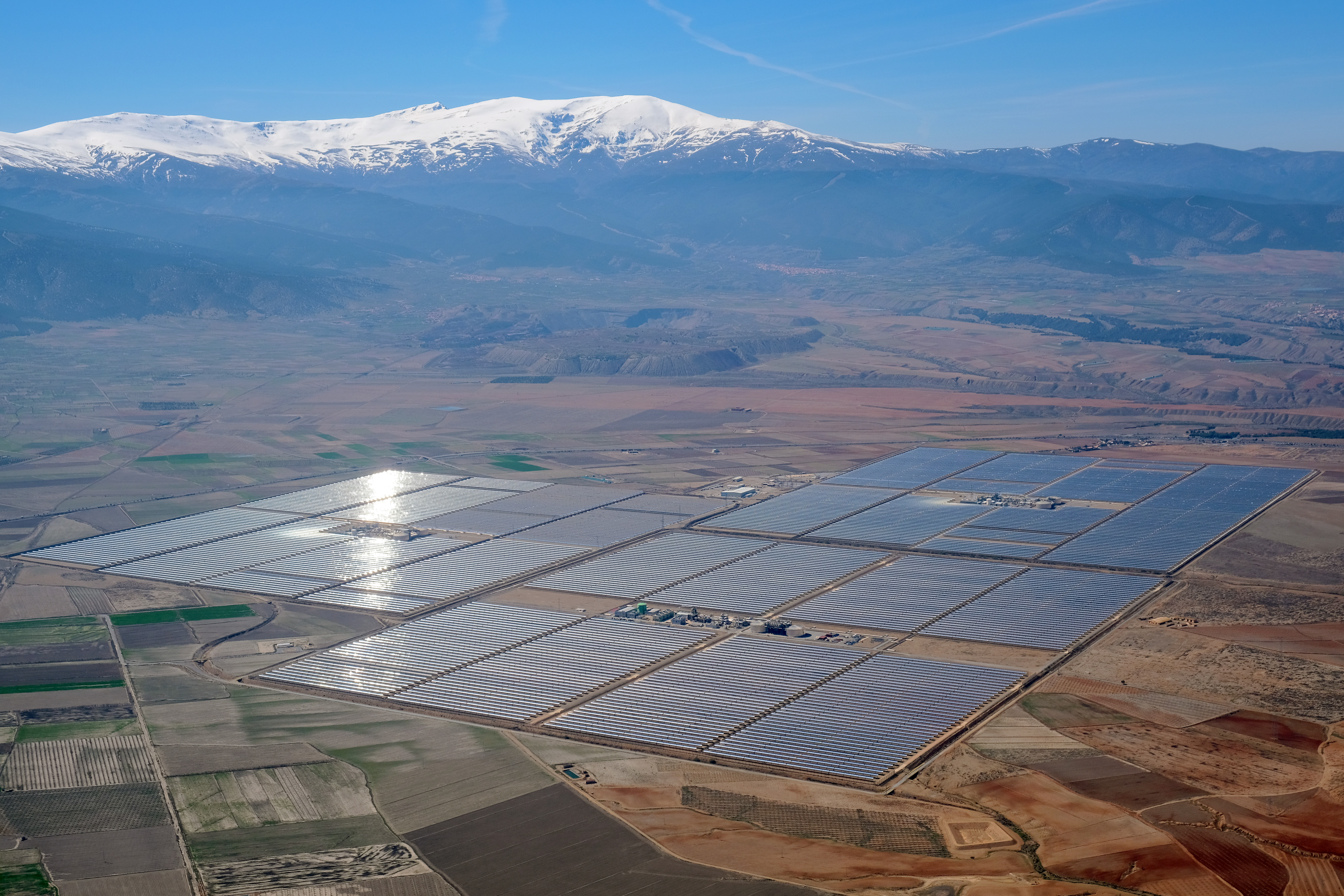
Napelemes rendszer (Andasol)

A napfényből napelemekkel lehet elektromosságot termelni, vagy a napfényt parabolatükörrel fókuszálva vizet lehet forralni és így gőzt fejleszteni. A naperőművek száma nagy ütemben növekszik.

#### Érvek mellette
- A napenergia megújuló energiaforrás, amíg a Nap létezik, energiája eléri a Földet. A Föld által elnyelt éves energiamennyiség 3,85x10^24 joule.
- A napenergia felhasználása nem jár légszennyezéssel.
- Napos országban távol eső helyeken is lehet használni, akár a szélturbinákat, anélkül is lehet ott áramhoz jutni, hogy távoli erőművektől kellene odavinni egy távvezetékkel.
- A napenergia hatékonyan használható közvetlenül fűtésre vagy vízmelegítésre.
- A technika elterjedésével a napelemek, nappanelek gyártási költsége jelentős mértékben csökken.
- A fotovoltaikus erőművek árnyékban is termelnek energiát, nem úgy mint a napelemek. Tehát még csak nem is kell teljes, erős napsütés a működéshez.

#### Érvek ellene
- A napenergia nem nagyon megbízható, mert a Földet elérő napfénytől függ. Ezért a napelem hatástalan éjszaka, és kevésbé hatékony felhős időben.
- A napenergia jelenleg nem költséghatékony. A fotovoltaikus erőművek drágák, kb. 10% hatékonyságúak, a megtérülési idejük mintegy 5 éves nagyságrendű.
- A napenergia hatékony napi felhasználásához tároló, szállító és háttérkapacitásra van szükség, mivel a napenergia termelése nem a fogyasztáshoz, hanem a napfényhez igazodik.
- A napelemek vízszintesen polarizálják a fényt, így a vízi rovarok azt vízfelületnek tekintik, ezért ide teszik le a petéiket, amik így meghalnak.

### Geotermikus energia
A geotermikus energiatermelés a Föld mélyének hőjét hasznosítja. Lyukakat fúrnak a mélybe, amin keresztül vizet juttatnak a forró kőzetekhez, aminek hatására gőz keletkezik. A gőzzel turbinákat forgatnak meg, ami generátorokat hajtva áramot generál.

#### Érvek mellette
- Nincs légszennyezés, mivel a gőzfejlesztés nem tüzelőanyag elégetésével, hanem a Föld belső hőjével történik.
- Az erőmű megépítése után az üzemeltetés nagyon olcsó. Egy kis energia szükséges a víz pumpálásához, de ezt az erőmű többletenergiájával biztosítani lehet.
- A geotermikus erőművek relatíve kicsik és sokkal kisebb hatással vannak a környezetre, mint az árapályerőművek vagy vízerőművek.

#### Érvek ellene
- A geotermikus energia csak a Föld bizonyos részein áll rendelkezésre felhasználható formában. A felszín közelében forró kőzetnek kell lennie, aminek elég nagy mélységűnek kell lennie ahhoz, hogy bele lehessen fúrni. A kőzet fajtája szintén fontos a fúrhatóság szempontjából.
- Egy idő után egy geotermikus telep kimerül, már nem fűti fel annyira a vizet, mint korábban. Ez az illető helyszínt évtizedekre alkalmatlanná teszi az energiatermelés szempontjából.
- Mély lyukak fúrása veszélyes gázokat és ásványokat szabadíthat fel a Föld mélyéből, amelyek elhelyezése problémát okozhat.

### Vízenergia

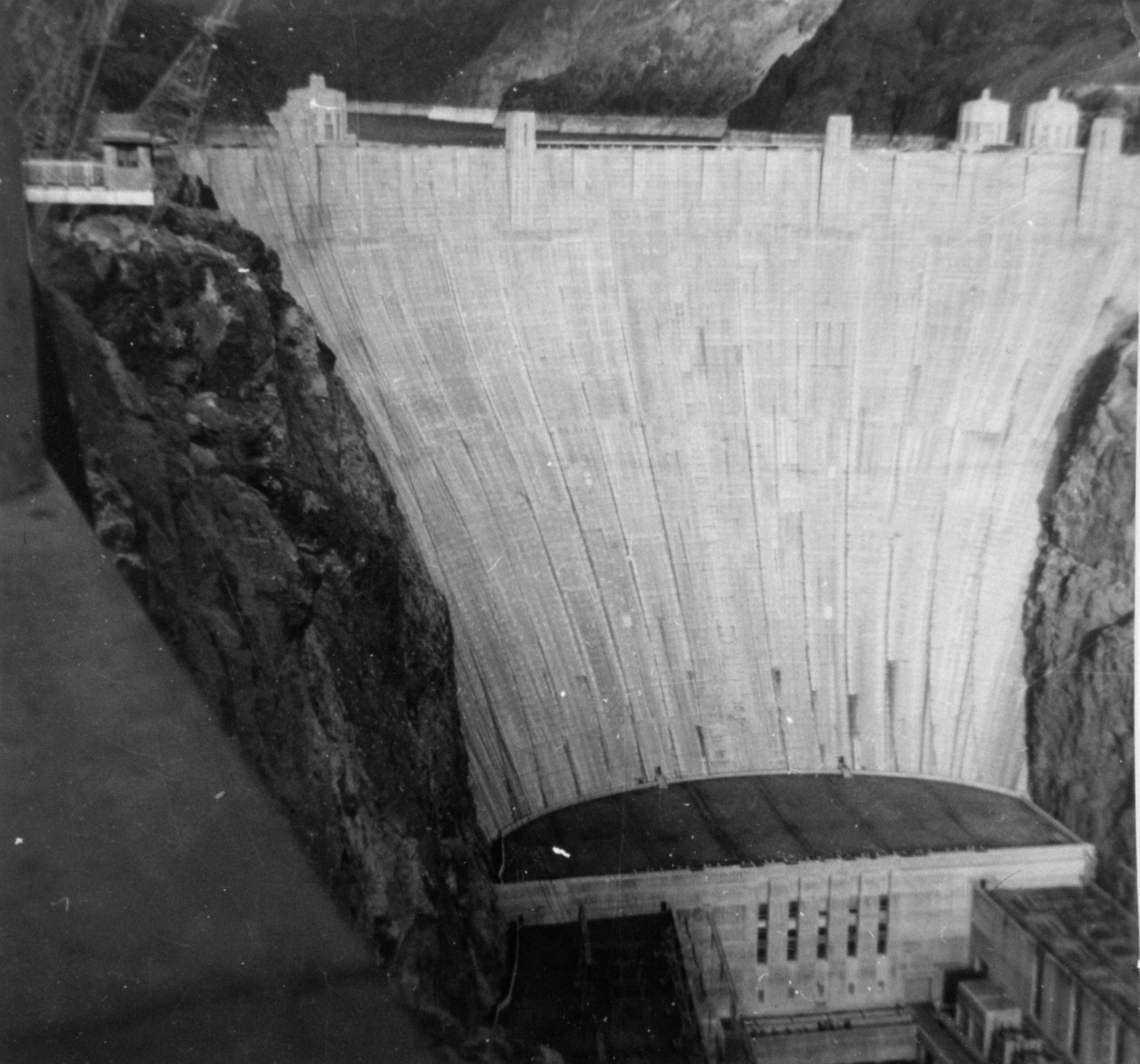
A Hoover-gát, Arizona-Nevada

A vízenergia felhasználásakor egy folyó gravitációs esését egy helyre koncentrálják duzzasztógáttal, vagy malomárokkal. Ezen a helyen turbina vagy vízkerék segítségével generátort, malmot vagy más gépet (régebben például szövőgépet) hajtanak meg, hogy elektromos áramot fejlesszenek, vagy mechanikai munkát végezzenek. Ha elég elektromos energia áll rendelkezésre, akkor az elektromos generátor visszafelé is működtethető, mint villanymotor, amivel vizet vissza lehet szivattyúzni a magasabban levő víztározóba későbbi felhasználás céljából.

#### Érvek mellette
- Más erőművekkel ellentétben a vízerőmű azonnal maximális teljesítményre tud állni, és mindig a fogyasztási igénynek megfelelő energiát tud termelni, mivel a tározóban a víz tárolható, a vízturbinák pedig rendkívül gyorsan beindíthatók. Azaz rendkívül alkalmas csúcserőműnek.
- Az elektromosság bármikor termelhető, mivel a vízmennyiségnek nincs olyan napi ingadozása, mint a szélnek, napfénynek és árapálynak, ezért ez egy megbízható energiaforrás. Alaperőműnek is alkalmas.
- Nem termel szemetet és légszennyezést.
- Megújuló energiaforrás.
- Az erőmű megépítése után nagyon alacsonyak a fenntartási költségei és viszonylag olcsó áramot tud előállítani.
- Ahol nagy mennyiségben elérhető, teljesen megoldhatja a terület vagy ország áramellátását.

#### Érvek ellene
Egy duzzasztógát építése óriási környezeti változásokkal jár. A gát alatti vízmennyiség és vízminőség megváltozik, ami a vízi és szárazföldi növények életét befolyásolja. Mivel a folyóvölgy elárasztásával jár, sok helyi faj élőhelye eltűnik, a helybeli lakosságnak át kell települnie.
A duzzasztógát építése rendkívül drága, ezért az áram kezdeti költségei nagyon magasak.
A vízenergia csak ott aknázható ki, ahol nagy mennyiségű víz áll rendelkezésre.
Az elárasztás nagy erdőket önthet el. Ahogy a növényzet bomlik, metán kerül a levegőbe, ami hozzájárul a globális felmelegedéshez (bár ez csak egy egyszeri hatás).

### Nukleáris energia

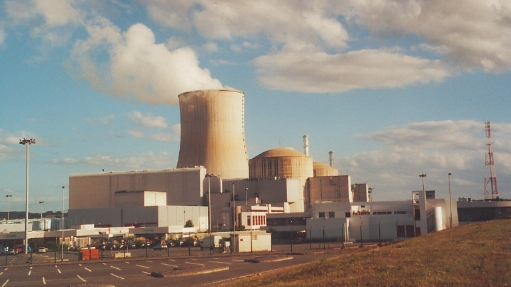
Atomerőmű hűtőtoronnyal és két reaktorral, Civaux, Vienne, Franciaország

Az atomerőművek a fosszilis erőművekhez hasonlóan működnek, azzal a különbséggel, hogy a hőt az urán maghasadása szolgáltatja a nukleáris reaktorban. A hasadás szabályozott láncreakcióként megy végbe, aminek során nagy mennyiségű energia szabadul fel, amivel gőzt fejlesztenek. Ez megforgatja a turbinákat, amik generátorokat hajtva elektromosságot termelnek.

#### Érvek mellette
- Kis mennyiségű üzemanyagból rendkívül nagy mennyiségű energia nyerhető. 1 kilogramm urán vagy tórium energiaegyenértéke egyenlő 3,5 millió kilogramm szénével.
- Az energia előállítása kb. ugyanannyiba kerül így, mint szénből, azaz nagyon olcsó.
- Az erőműveket szigorúan őrzik, a reaktor maga vasbeton reaktorcsarnokban van elhelyezve és így relatíve védett a terrortámadásokkal és a szélsőséges időjárással szemben.
- Az atomerőmű nem bocsát ki légszennyezést, szén-dioxidot vagy kén-dioxidot az atmoszférába, ezért nem járul hozzá a globális felmelegedéshez vagy a savas esőkhöz. Az uránérc bányászata és dúsítása, az atomerőművek építése és bontása – mint minden erőmű esetén –, valamint a kapcsolódó szállítások során van üvegház hatású gázkibocsátás, de ez az urán nagyobb energiakoncentrációja miatt sokkal kisebb, mint a hagyományos tüzelőanyagok bányászata és szállítása esetén, mivel sokkal kisebb tömegeket kell megmozgatni.

#### Érvek ellene
- A maghasadás során keletkező hulladék mérgező és rendkívül radioaktív, ami állandó és költséges kezelést és megfigyelést igényel a nukleáris hulladéklerakók területén, ahol 1-3 ezer évig tart, amíg a kimerült üzemanyag visszasüllyed a természetes uránérc radioaktivitásának szintjére.
- Magas fokozatú nukleáris baleset esetén, mint amilyen Csernobilban történt, a hatás a közeli emberi településekre katasztrofális lehet. A közvélemény emiatt rendkívül aggódik az atomerőművek biztonsága miatt.
- Az erőmű építése rendkívül költséges, és a biztonságos szétszerelés költségeit a leállítása után bele kell venni ezekbe a költségekbe.
- Az atomerőművek terjedése összefügghet az atomfegyverek terjedésével, mivel mindegyik nagy mennyiségű urándúsítással jár.
- Nem megújuló energiaforrás, korlátozottan rendelkezésre álló, elég magas koncentrációjú érclelőhelyekkel. Nyomokban a legtöbb kőzetben előfordulnak a használható nehéz elemek, de ezek kinyerése nem gazdaságos.
- Az erőművek védelme is emeli a költségeket, különösen a terror elleni háború korában.
- Túlságosan is centralizált módon állítja elő az energiát, egy esetleges leállás rendkívül sok embert érinthet.

## Energiaszállítás

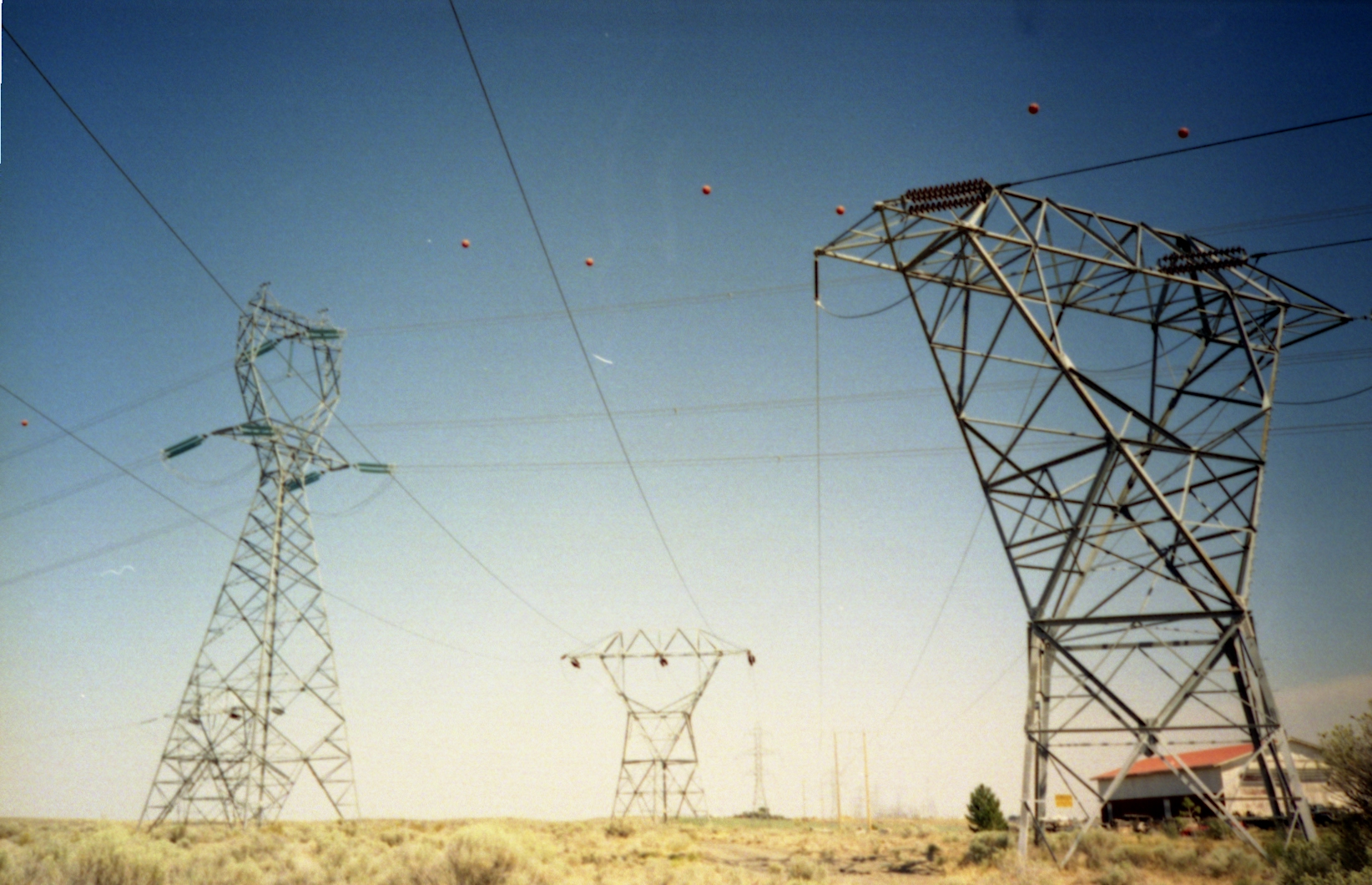
Elektromos távvezeték-hálózat

Míg új energiaforrásokat csak ritkán fedezünk fel, vagy válnak elérhetővé új technológiák által, az elosztás technológiája állandóan fejlődik. Az üzemanyagcellák gépjárművekben való használata például előrelátott elosztási technológia. Felsorolunk néhány megszokott elosztási technológiát, ami az energiafejlesztés története során fontos volt.
- Tüzelőanyagok

A szállítás egy rugalmas technológia, ami minden területen használatos. Mostanában a szén, kőolaj és származékaik hajón, vasúton és közúton jutnak el a rendeltetési helyükre. A kőolajat és földgázt csővezetéken is szállíthatjuk. Finomított szénhidrogének, mint a benzin és a folyékony propán-bután gáz repülőgépen is szállítható.
- Elektromos hálózatok

Az elektromos energiát az elektromos távvezeték-hálózatok juttatják el a forrástól a felhasználás helyére – ami több ezer kilométerre is lehet –, ahol szétosztják a fogyasztók között. A forrás bármilyen erőmű lehet. Közben alállomások, transzformátorok, távvezeték-oszlopok és kábelek biztosítják az elektromosság állandó áramlását.
A hálózat kimaradásoktól vagy feszültségcsökkenésektől szenvedhet, többnyire az időjárás miatt. Bizonyos szélsőséges űridőjárási események alatt a napszél szintén zavarhatja az átvitelt.
A hálózatok előre meghatározott szállítási kapacitással rendelkeznek, amit biztonságosan nem lehet túllépni. Amikor az igények meghaladják a kapacitást, a meghibásodás elkerülhetetlen. A problémák elkerülése véget a teljesítményt ilyenkor adagolják.
Az ipari országok a legnagyobb áramfogyasztók a világon, ami valószínűleg a jól kiépített távvezeték-rendszernek köszönhető.

## Energiatárolás
Míg a legtöbb energiahordozó tárolható, az elektromosság maga nem. Ezért sokféle módszert fejlesztettek ki, ami az elektromos energiát más energiaformává alakítja és úgy tárolja. A megfelelő módszer a szállítás és energiafelszabadítás könnyűsége alapján választható ki.
- Kémiai

Az energia néhány formája stabil kémiai összetételben (például fosszilis energiahordozók) lelhető fel. A legtöbb ilyen energiahordozó biológiai aktivitás eredménye. Az ember által előállított kémiai energiatárolók például a hidrogén, az akkumulátorok és robbanóanyagok.
- Gravitációs

A duzzasztógátak szintén energiatárolók, amiket tovább tölthetünk a felesleges energiával történő vízvisszapumpálással is. Amikor azután az energiára szükség van, a turbinákkal és generátorokkal tetszés szerint termelhetünk áramot. A vízenergia fontos része a világ energiaellátásának, a világ elektromos energiájának 20%-a ebből származik. .
- Elektromos kondenzátorok

Az elektromos energia kisebb mennyiségben tárolható kondenzátorokban is. Ezeket általában nagy intenzitású energiafelszabadítást igénylő folyamatokban (például fényképezőgép vakuja) használjuk.
- Mechanikai
- Nyomás:

Az energia tárolható gázok összenyomása útján is. A sűrített levegő például használható járművek és gépek hajtására. Nagy méretű sűrített levegős energiatárolók használhatók az elektromos igények kisimítására, azaz csúcsidőn kívül levegősűrítéssel lehet a felesleges energiát tárolni, majd csúcs idején vele újra áramot generálva azt visszajuttatni az elektromos hálózatba. Az ilyen rendszer gyakran olcsóbb, mint egy a csúcsigényekhez igazodó energiatermelő erőmű.
- Lendkerekek és rugók

A felhúzható órák rugókkal tárolják az energiát. Egyik kifinomult változatuk az önfelhúzó óra, ami a járás közbeni karmozgások energiáját tárolja egy rugó felhúzásával.

## Energiaszolgáltatás
Az energia fajtáival, földgázzal és elektromos árammal, távhővel a közmű szolgáltatók látják el a vállalati és lakossági fogyasztókat.  A közművek az energetikai piacon kereskednek, és vállalatok, versenypiaci szereplők részére szolgáltatónként különböző árfolyamon biztosítják az energiaellátást. A vállalatok részére a szolgáltatóváltás évente lehetséges. Az u.n. egyetemes szolgáltatókon kívül kereskedelmi engedélyesek végeznek ilyen tevékenységet.
A 2007. évi LXXXVI. Villamosenergia Törvény szerint egyetemes szolgáltatás keretében jogosultak villamos energiát vásárolni teljesítménytől, csatlakozási pont feszültségszinttől függetlenül
- a lakossági fogyasztók,
- valamint a kisfeszültségen vételező, összes felhasználási helyük tekintetében együttesen 3x63 ampernél nem nagyobb csatlakozási teljesítményű felhasználók.

Az egyetemes szolgáltató a közüzemi szolgáltató jogutódjának tekinthető. Az egyetemes szolgáltatóknak az egyetemes szolgáltatásra jogosultak teljes körére ellátási kötelezettségük van. Az ellátási kötelezettség földrajzi elhelyezkedéshez kötött.
Hazai és külföldi villamos-kereskedelmi engedélyes kb. 60 cég létezik. A villamosenergia-kereskedő / kereskedelmi engedélyes társaság a Magyar Energetikai és Közmű-szabályozási Hivataltól, vagy jogelődjétől kapott, villamosenergia-kereskedelemre vonatkozó működési engedéllyel rendelkezik, jogosult villamos energiát üzletszerűen vásárolni és értékesíteni, emellett az értékesítéshez kapcsolódó szolgáltatásokat közvetíteni.

## Jövőbeli energiafejlesztés
A jelenlegi tudásunkból kiinduló jóslatok a jövő többféle lehetőségét vázolják fel. Egyes jóslatok a Malthus-elmélettel , ill. Clausius entrópia elméletével hozhatók párhuzamba. Sok közülük komplex tudományos modell, olyan szcenáriókra alapozva, amiket a Római Klub (A növekedés határai) fogalmazott meg először. A modellek különféle stratégiákat ajánlanak, és remélhetőleg megtalálják az utat a fenntartható fejlődéshez. A rövid távú energiaválságok szintén az energiafejlesztés problémái közé tartoznak.
A létező technológiák az új energiaforrások – mint a megújuló energiaforrások, maghasadás és magfúzió – ígéretesek, de kitartó kutatást és fejlesztést igényelnek, beleértve a lehetséges mellékhatások vizsgálatát is. A mesterséges fotoszintézis szintén a kutatás és fejlesztés tárgya. A Föld társadalmainak összes várható energiaigénye 2050-re 22 milliárd toe, ill. 9,24x10^20 joule. A jelentkező energiaigény kb. fele hőigény.
A nem hagyományos (megújuló) energiaforrások, mint a szél, a víz, a biomassza, geotermikus vagy a Nap hasznosítása feltartóztathatatlanul bővül.